# کشیشتوف کفیاتکوفسکی
کشیشتوف کفیاتکوفسکی (لهستانی: Krzysztof Kwiatkowski؛ ‏ تلفظ نام‌کوچک لهستانی: [ˈkʂɨʂtɔf]؛ ‏ زادهٔ ۱۹ مه ۱۹۸۶) بازیگر اهل لهستان است.
از فیلم‌ها یا مجموعه‌های تلویزیونی که وی در آن‌ها نقش داشته‌است، می‌توان به یک‌راست به دل، پیمان ورشو، پیمان ورشو، اسکادران ۳۰۳، روایتی واقعی، صد سال خاندان وینیخ، هتل ۵۲، عشق اول، مسیرهای عبور، در خوشی و سختی و ع چون عشق اشاره نمود.